# 아크메이즘
아크메이즘(acmeism)은 1911년 경 또는 1912년 러시아에서 니콜라이 구밀료프와 세르게이 고로데츠키가 주도했던  일시적인 모더니스트 시학파였다. 이들의 이상은 형식의 간결함과 표현의 명확성이었다. 이 용어는 그리스어 ἀκμή(akmē, 즉 "인간이 가장 좋은 시대"를 의미)를 따서 만들어졌다.
절정주의 분위기는 미하일 쿠즈민이 1910년 에세이 "아름다운 명확성에 대하여"에서 처음 발표했다. 아크메이스트들은 아폴론 명확성(이에 따라 이들의 저널 이름이 '아폴론'임)의 이상을 안드레이 벨리 및 뱌체슬라프 이바노프와 같은 러시아 상징주의 시인이 전파한 "디오니소스적 광란"과 대조했다. 상징주의자들은 "상징을 통한 암시"에 집착하는 반면 이들은 "이미지를 통한 직접적인 표현"을 선호했다.
이 학파의 주요 시인으로는 오시프 만델시탐, 니콜라이 구밀료프, 미하일 쿠즈민, 안나 아흐마토바, 게오르기 이바노프가 있다.
주요 절정주의 시인들 사이에서 사랑과 관계를 주제로 한 아크마토프의 친밀한 시부터 구밀료프의 서사적 시에 이르기까지 각기 다른 문체의 빛으로 절정주의를 해석했다.

## 같이 보기
- 이미지즘
- 상징주의